# Spiersbachbrücke
Die Spiersbachbrücke (auch Spirsbachbrücke, Hochbrogg im Sinne von: „Hohe Brücke“, 430 m ü. A.) ist eine steinerne Bogenbrücke über dem Spiersbach auf der Grenze zwischen Liechtenstein und Österreich. Die Brücke liegt zwischen dem Ort Bangs im Stadtteil Nofels der Stadtgemeinde Feldkirch und der Gemeinde Ruggell.
Der Spiersbach ist teilweise ein Grenzgewässer zwischen Liechtenstein und Österreich. Die Brücke besteht aus gebrochenen Steinen. Sie wird für den Transport von Gütern nur noch eingeschränkt verwendet.
Die Brücke soll mindestens 250 Jahre alt sein, ein genaues Errichtungsdatum ist nicht bekannt. Die Brücke wurde 2015 in Österreich unter Denkmalschutz (Listeneintrag) gestellt. Die Spiersbachbrücke wurde von der Stadt Feldkirch und der Gemeinde Ruggell im Jahr 2016 um EURO 60.000,00 saniert.